# Doddengras
Doddengras of doddegras (Phleum) is een geslacht uit de grassenfamilie (Poaceae). De soorten komen voor in Europa, Afrika, Azië en Amerika. De naam bevat het verouderde woord dodde, dat eveneens gevonden wordt in lisdodde. 
In Nederland komen twee soorten voor:
- Zanddoddegras (Phleum arenarium)
- Gewoon timoteegras (Phleum pratense) met de ondersoorten
  - Timoteegras (Phleum pratense subsp. pratense)
  - Klein timoteegras (Phleum pratense subsp. serotinum)

In Wallonië komt ook kalkdoddegras (Phleum phleoides) voor

## Soorten (selectie)
- Phleum alpinum
- Phleum arenarium
- Phleum boissieri
- Phleum commutatum
- Phleum crypsoides
- Phleum echinatum
- Phleum exaratum (synoniem: Phleum graecum)
- Phleum gibbum
- Phleum hirsutum
- Phleum iranicum
- Phleum japonicum
- Phleum montanum
- Phleum paniculatum
- Phleum phleoides
- Phleum pratense (synoniem: Phleum bertolonii)
- Phleum subulatum